# Bloeddoping

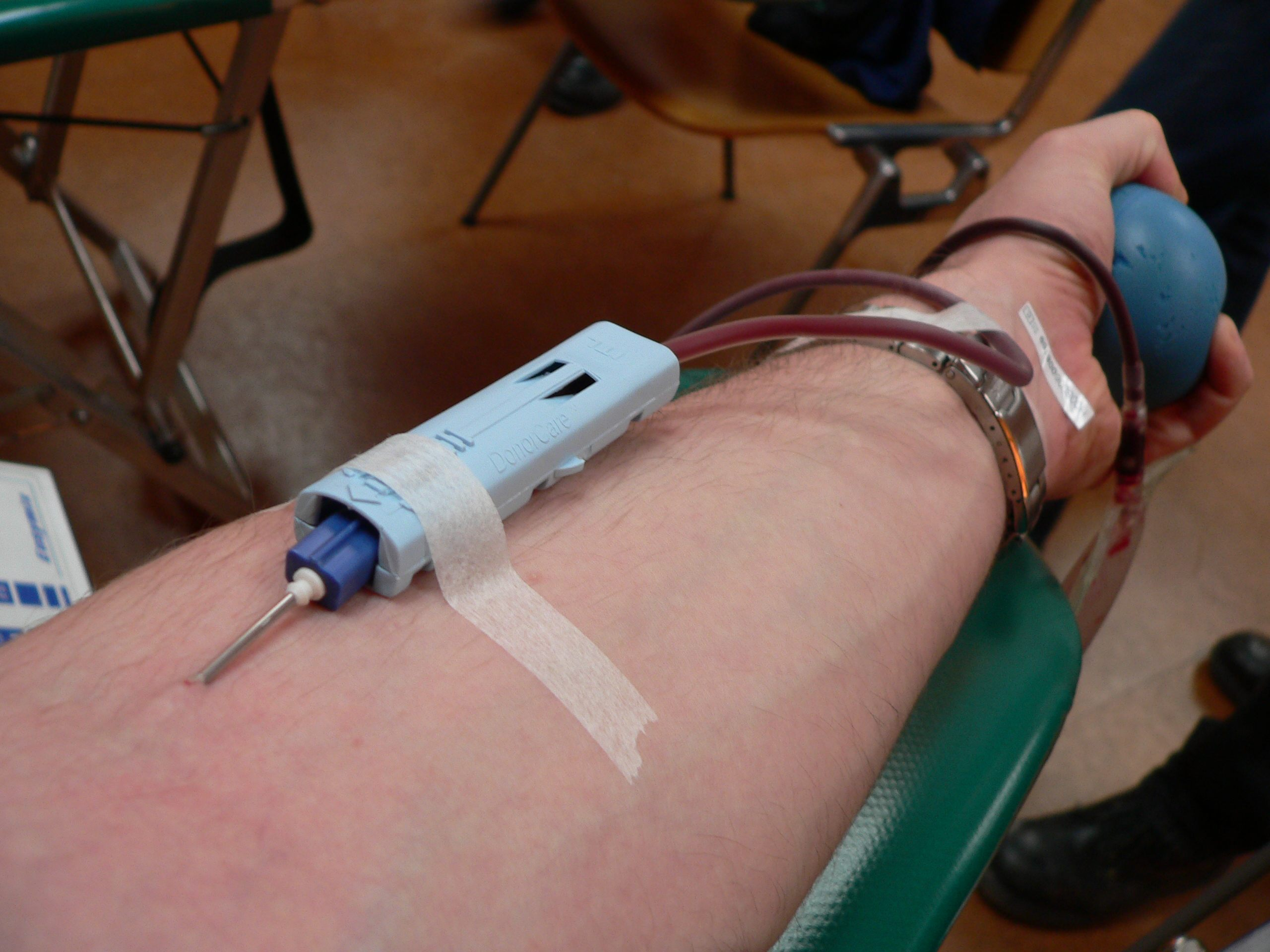
Bloedafname ten behoeve van bloeddoping

Bloeddoping is een vorm van doping en een kunstmatige manier om de zuurstofdragende capaciteit van het bloed te verhogen. Al in de jaren zestig was de werking bekend.
Bloeddoping verschilt met conventionele vormen van doping doordat er gebruik wordt gemaakt van lichaamseigen stoffen en niet van bijvoorbeeld steroïden of hormonen. Het effect lijkt op dat van erytropoëtine (epo); het aantal bloedcellen wordt kunstmatig opgedreven om een betere prestatie neer te zetten. Epo echter stimuleert de aanmaak van rode bloedcellen, bij bloeddoping worden deze simpelweg afgenomen en later weer geïnjecteerd. Bloeddoping is met name effectief bij duursporten, zoals wielrennen en atletiek.
Weken tot maanden voordat de te leveren sportieve prestatie plaatsvindt wordt bloed afgenomen van de atleet, dat wordt vervangen door plasma of een vervangend middel. Ook kan donorbloed worden gebruikt, dat echter, in tegenstelling tot eigen bloed, op te sporen is. Het plasma van het afgenomen bloed wordt gescheiden van de rode bloedcellen, en alleen de bloedcellen worden maximaal enkele maanden ingevroren bewaard. Na enige tijd zijn de afgenomen bloedcellen door het lichaam vervangen en is de bloedspiegel weer normaal. Enkele dagen tot een week voor de atleet moet presteren worden de afgenomen bloedcellen weer teruggebracht in het lichaam, waardoor er meer bloedcellen zijn dan normaal. Dit verhoogt het uithoudingsvermogen van de atleet omdat deze meer zuurstof kan opnemen en de spieren efficiënter kunnen worden gebruikt. Het effect houdt enige weken aan en neemt daarna weer af.
Bloeddoping is niet aan te tonen in de urine maar alleen in het bloed, deze testen zijn overigens niet geheel onomstreden. Er wordt gekeken naar de antistoffen in het bloed, die per persoon iets verschillen. Bovendien kan bloeddoping alleen worden opgespoord als er donorbloed is gebruikt (homologe transfusie), niet als gebruik is gemaakt van eigen bloed (autologe transfusie). Met het bloedpaspoort, in 2008 ingevoerd in de wielrennerij, kan autologe bloeddoping toch worden opgespoord. In theorie blijft het mogelijk om 10 minuten voor de wedstrijd – wanneer om mentale redenen geen controles worden verricht – bloed in te brengen, en het tot twee uur na de wedstrijd – de tijd waarin controles om wetenschappelijke redenen niet zijn toegestaan – weer af te tappen. Daarom is gesuggereerd de sporters gedurende die tijd een chaperon te geven.
Het grootste gevaar van bloeddoping is het toenemen van de viscositeit (stroperigheid) van het bloed, wat trombose kan veroorzaken en levensgevaarlijk kan zijn.

## Operación Puerto
In 2006 barstte een enorme rel uit toen de Guardia Civil in een Spaans laboratorium een grote hoeveelheid bloedzakjes en transfusiemateriaal vond. Naar verluidt waren meer dan 200 atleten erbij betrokken. Onder de 200 atleten zaten 47 wielrenners, maar ook grote namen uit het tennis, de Formule 1 en het voetbal zouden zich schuldig hebben gemaakt aan deze illegale vorm van doping; de Operación Puerto. Met name voor de Tour de France, de belangrijkste koers van het jaar, had de affaire grote gevolgen omdat vele bekende renners door hun wielerploeg werden geschorst. Volgens de media was de sport 'vergiftigd' en de Tour 'onthoofd'. Tijdens de Tour van 2007 werd wederom een renner betrapt, ditmaal Aleksandr Vinokoerov.

## Voetnoten
1. ↑  Antidopingexpert Van Eenoo: ‘De doping van vandaag is uiterst gevaarlijk’, tijd.be, 8 juli 2021